# Lac Kyoga
Le lac Kyoga est un lac complexe et peu profond d'Ouganda, d'environ 1 720 km2 de superficie et situé à  914 m d'altitude. Le Nil Victoria le traverse dans son parcours entre le lac Victoria et le lac Albert. Son apport d'eau le plus important vient donc du lac Victoria. En amont le Nil Victoria est régulé par le barrage hydraulique de Nalubaale à Jinja. Un autre apport d'eau pour le lac est la région du mont Elgon à la frontière entre l'Ouganda et le Kenya. Bien que le lac Kyoga fasse partie du réseau hydraulique des Grands Lacs, il n'est pas lui-même considéré comme un grand lac. 

## Caractéristique

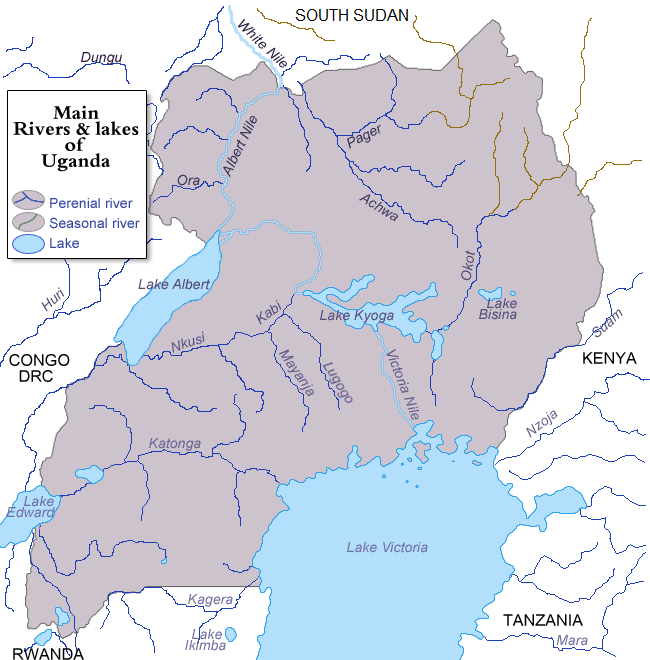
Rivières et lacs d'Ouganda.

Contrairement à ce que pourrait laisser penser sa forme évoquant un lac de barrage, le lac Kyoga est un lac d'origine entièrement naturelle. Le niveau de l'eau dépend des bouchons végétaux qui forment des barrages naturels sur le Nil à son aval. Le lac a une profondeur maximale de seulement 5,7 mètres et, sur la plus grande partie de son étendue, est profond de moins de 4 mètres. Les parties profondes de moins de 3 mètres sont entièrement recouvertes par des nénuphars, alors que les côtes marécageuses sont généralement recouvertes de papyrus et de jacinthes d'eau. Le papyrus forme aussi des îles flottantes qui dérivent sur le lac. De vastes zones marécageuses occupent les vallées qui entourent le lac, le reliant à d'autres lacs plus petits. L'ensemble des lacs et des marais forment une zone humide 3 420 km2.

## Faune

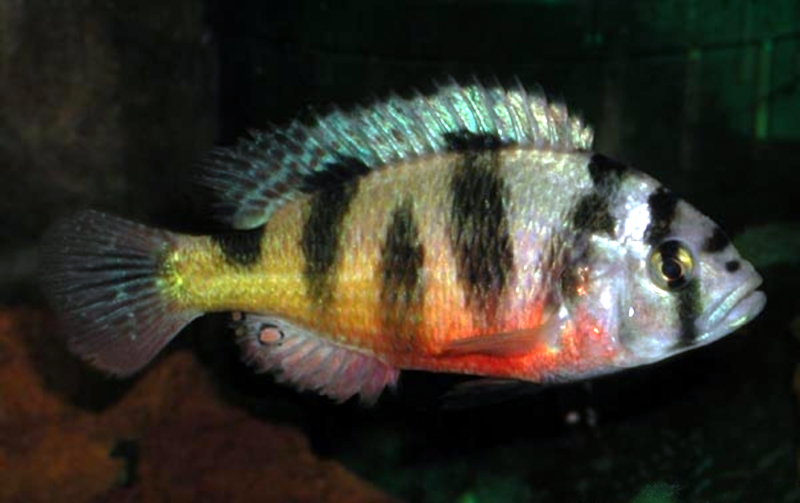
Astatotilapia latifasciata, l'une des espèces endémiques du système du lac Kyoga, en danger critique d'extinction.

Parmi la faune, on trouve notamment de nombreuses espèces de poissons. Environ 60 espèces de Cichlidés ont été répertoriés dans le système du lac Kyoga. Parmi elles plusieurs espèces sont endémiques de ce système, les autres sont aussi des espèces du lac Victoria. Mais comme pour les Cichlidés endémiques du lac Victoria, une partie de ces espèces sont aujourd'hui très menacées et un certain nombre ont déjà disparu, principalement à cause de l'invasion du lac par le tilapia du Nil et surtout la perche du Nil. Ces derniers, introduits pour la pêche, étaient naturellement présents dans le bassin du Nil en aval des chutes Murchison, mais pas dans le lac Kyoga ni dans le lac Victoria situés en amont de cette barrière écologique naturelle. Cependant, quelques petits lacs isolés dans les marais du système du lac Kyoga conservent encore des Cichlidés endémiques qui ont disparu du lac Kyoga lui-même et du lac Victoria.
Les crocodiles sont présents en grand nombre.

## Actualité du niveau du lac
Un épisode de pluies excessives attribuées à El Niño en 1997 et 1998 a provoqué une crue exceptionnelle, entrainant de nombreuses îles de papyrus vers le Nil Victoria où elles se sont accumulées. Ce barrage végétal à l'écoulement des eaux du fleuve a encore élevé le niveau du lac, inondant environ 580 km2 de terres environnantes (DWD 2002) nécessitant une évacuation de la population et provocant une crise économique pour la région. Alors qu'ils étaient autrefois séparés, le lac Kwania plus petit et le lac Kyoga ne font désormais plus qu'un. En 2004, le gouvernement égyptien accorda 13 millions de dollars pour réguler le flot du Nil sur le lac Kyoga. Mais en 2005, l'écoulement était toujours largement bloqué.